# 勒盖德韦吕尔
勒盖德韦吕尔（法語：Le Gué-de-Velluire，法語發音：[lə ɡe də vɛlɥiʁ]）是法国卢瓦尔河地区大区旺代省的一个市镇，位于该省南部，属于丰特奈勒孔特区。

## 地理
勒盖德韦吕尔（46°22'25"N, 0°55'21"W）面积12.81 平方千米，位于法国卢瓦尔河地区大区旺代省，该省份为法国西部沿海省份，北起大西洋卢瓦尔省和曼恩-卢瓦尔省，西临大西洋，南至滨海夏朗德省，东部及东南部与德塞夫勒省接壤。
与勒盖德韦吕尔接壤的市镇（或旧市镇、城区）包括：马朗、利勒代勒、拉塔耶、维克斯、旺代河畔莱韦吕尔。

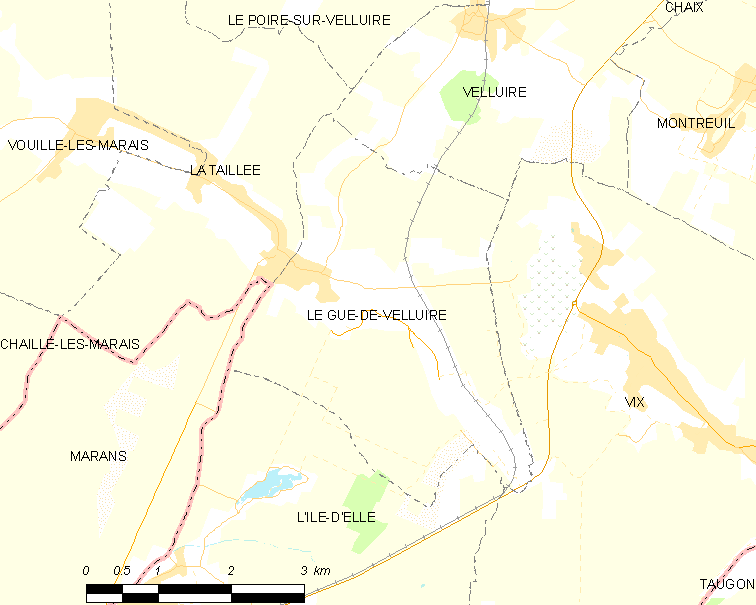
勒盖德韦吕尔的OSM定位图

勒盖德韦吕尔的时区为UTC+01:00、UTC+02:00（夏令时）。

## 行政
勒盖德韦吕尔的邮政编码为85770，INSEE市镇编码为85105。

## 政治
勒盖德韦吕尔所属的省级选区为吕松县。

## 人口

1962-2008年间勒盖德韦吕尔人口变化图示

勒盖德韦吕尔于2022年1月1日时的人口数量为516人。